# Heinrich Scheve
Heinrich Scheve (auch Scheveus, Scaevius, Scheeve, Schaefe; * um 1470 in Cloppenburg; † 1554 in Freckenhorst) war ein deutscher Humanist und römisch-katholischer Geistlicher.

## Leben
Über die Abstammung Scheves ist wenig bekannt. Seine schulische Bildung erhielt er jedenfalls auf dem Osnabrücker Gymnasium. Von dort aus wechselte er an die Domschule zu Münster, an der er von bedeutenden Humanisten seiner Zeit weiter ausgebildet wurde. Er nahm anschließend zunächst eine Laufbahn als Geistlicher auf und übernahm eine Stelle als Pfarrer im Münsterland. 1510 wandte er sich jedoch nach Köln. Dort nahm er an der alten Kölner Universität das Studium auf und verblieb dort bis 1519. Zu seinen Lehrern zählten unter anderen Johannes Caesarius und Arnold von Wesel. An der Universität erwarb er sich den Magistergrad. Er selbst tat sich in dieser Zeit als Dozent bei den Minoriten hervor.
Später erscheint er als Kanoniker in Freckenhorst. Er war in dieser Zeit hauptsächlich durch seinen reichhaltigen Briefverkehr mit den Humanisten von Bedeutung sowie durch seine schriftstellerische Tätigkeit. Darüber hinaus ist wenig über ihn bekannt, außer, dass er ein erwähnenswert hohes Alter erreichte.

## Publikationen (Auswahl)
Folgende Publikationen sind von Scheve bekannt:
- Epistolae familiares et carmina, Köln 1519.
- In christianissimi invictissimiqve, Köln 1521.
- Epistolae quaedam et Epigrammata.
- Mythologia Deorum et Heroum, Neuauflage, Stettin 1700.